# Vereux
Vereux est une commune française située dans le département de la Haute-Saône, et la région  Bourgogne-Franche-Comté.

## Géographie

### Localisation
Vereux est une commune située dans la région culturelle et historique de Franche-Comté.
Elle se trouve dans l'aire d'attraction de Gray, dans la zone d'emploi de Besançon et dans le bassin de vie de Dampierre-sur-Salon

### Communes limitrophes
Les communes limitrophes sont  Autet, Beaujeu-Saint-Vallier-Pierrejux-et-Quitteur, Dampierre-sur-Salon, Denèvre, Montot, Montureux-et-Prantigny et Oyrières.

### Géologie et relief
La superficie de la commune est de 9,02 km2 ; son altitude varie de 191  à   253 mètres. 

### Hydrographie

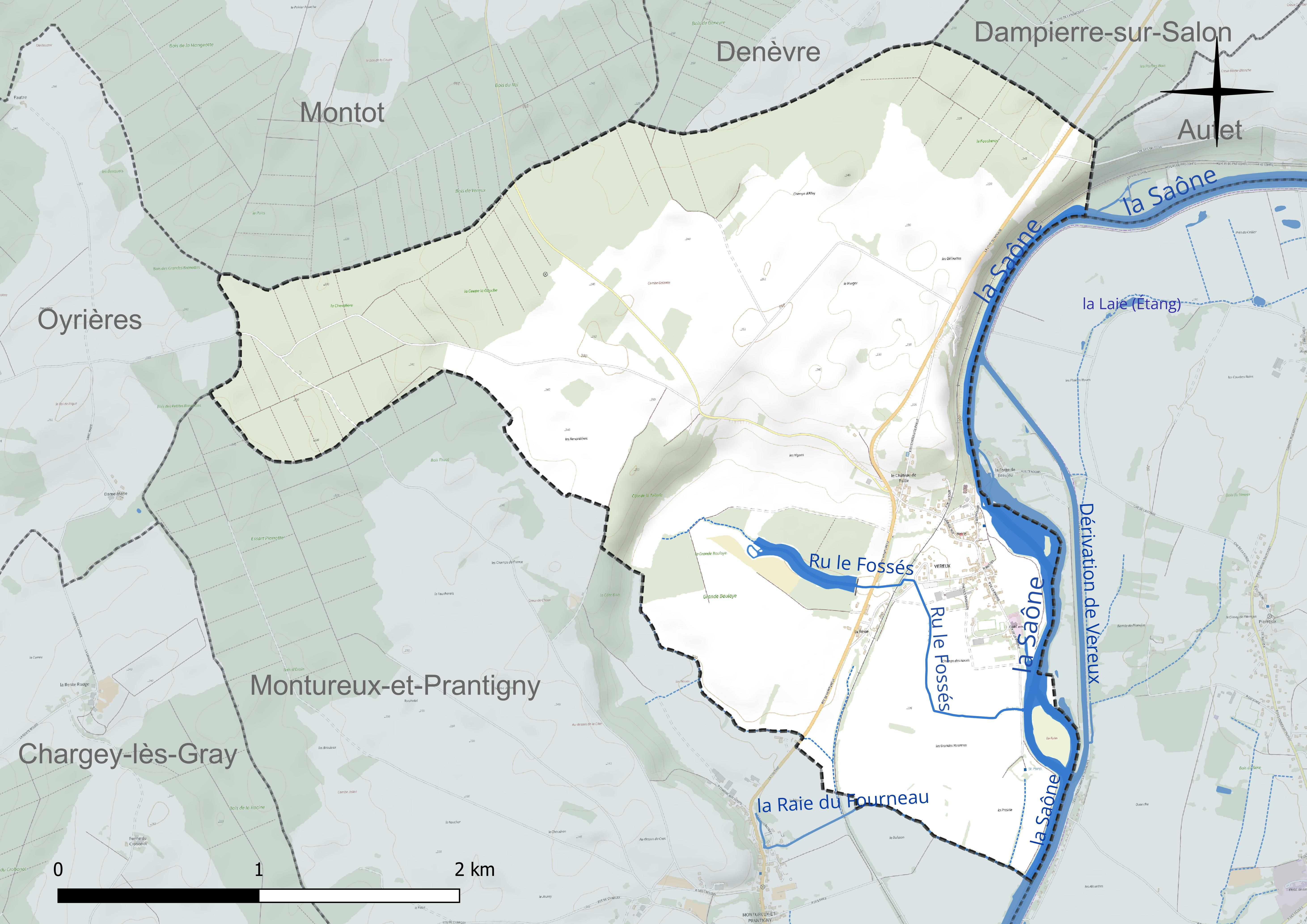
Carte hydrographique de la commune.

Le territoire communal est limité à l'est par le lit de la Saône, l'un des principaux affluents du  fleuve le Rhône.
Le Ru le Fossé y conflue.
Le Bief de Vereux est une dérivation éclusée de la Saône, construite vers 1840 pour une première part, et vers 1880 pour la seconde, afin de rendre la Saône navigable. Il s'étend sur les communes de Savoyeux, Mercey-sur-Saône, Autet, Beaujeu-Saint-Vallier-Pierrejux-et-Quitteur et Vereux.

### Climat
Pour des articles plus généraux, voir Climat de la Bourgogne-Franche-Comté et Climat de la Haute-Saône.
En 2010, le climat de la commune est de type climat des marges montargnardes, selon une étude du Centre national de la recherche scientifique s'appuyant sur une série de données couvrant la période 1971-2000. En 2020, Météo-France publie une typologie des climats de la France métropolitaine dans laquelle la commune est dans une zone de transition entre le climat océanique altéré et le climat océanique altéré et est dans la région climatique  Lorraine, plateau de Langres, Morvan, caractérisée par un hiver rude (1,5 °C), des vents modérés et des brouillards fréquents en automne et hiver. 
Pour la période 1971-2000, la température annuelle moyenne est de 10,4 °C, avec une amplitude thermique annuelle de 17,7 °C. Le cumul annuel moyen de précipitations est de 903 mm, avec 12,8 jours de précipitations en janvier et 8,7 jours en juillet. Pour la période 1991-2020, la température moyenne annuelle observée sur la station météorologique de Météo-France la plus proche, « Chargey-lès-Gray », sur la commune de Chargey-lès-Gray à 7 km à vol d'oiseau, est de 11,5 °C et le cumul annuel moyen de précipitations est de 834,3 mm. 
La température maximale relevée sur cette station est de 39,3 °C, atteinte le 25 juillet 2019 ; la température minimale est de −18,2 °C, atteinte le 20 décembre 2009,,. 
Les paramètres climatiques de la commune ont été estimés pour le milieu du siècle (2041-2070) selon différents scénarios d'émission de gaz à effet de serre à partir des nouvelles projections climatiques de référence DRIAS-2020. Ils sont consultables sur un site dédié publié par Météo-France en novembre 2022.

## Urbanisme

### Typologie
Au 1er janvier 2024, Vereux est catégorisée commune rurale à habitat dispersé, selon la nouvelle grille communale de densité à sept niveaux définie par l'Insee en 2022.
Elle est située hors unité urbaine. Par ailleurs la commune fait partie de l'aire d'attraction de Gray, dont elle est une commune de la couronne,. Cette aire, qui regroupe 63 communes, est catégorisée dans les aires de moins de 50 000 habitants,.

### Occupation des sols

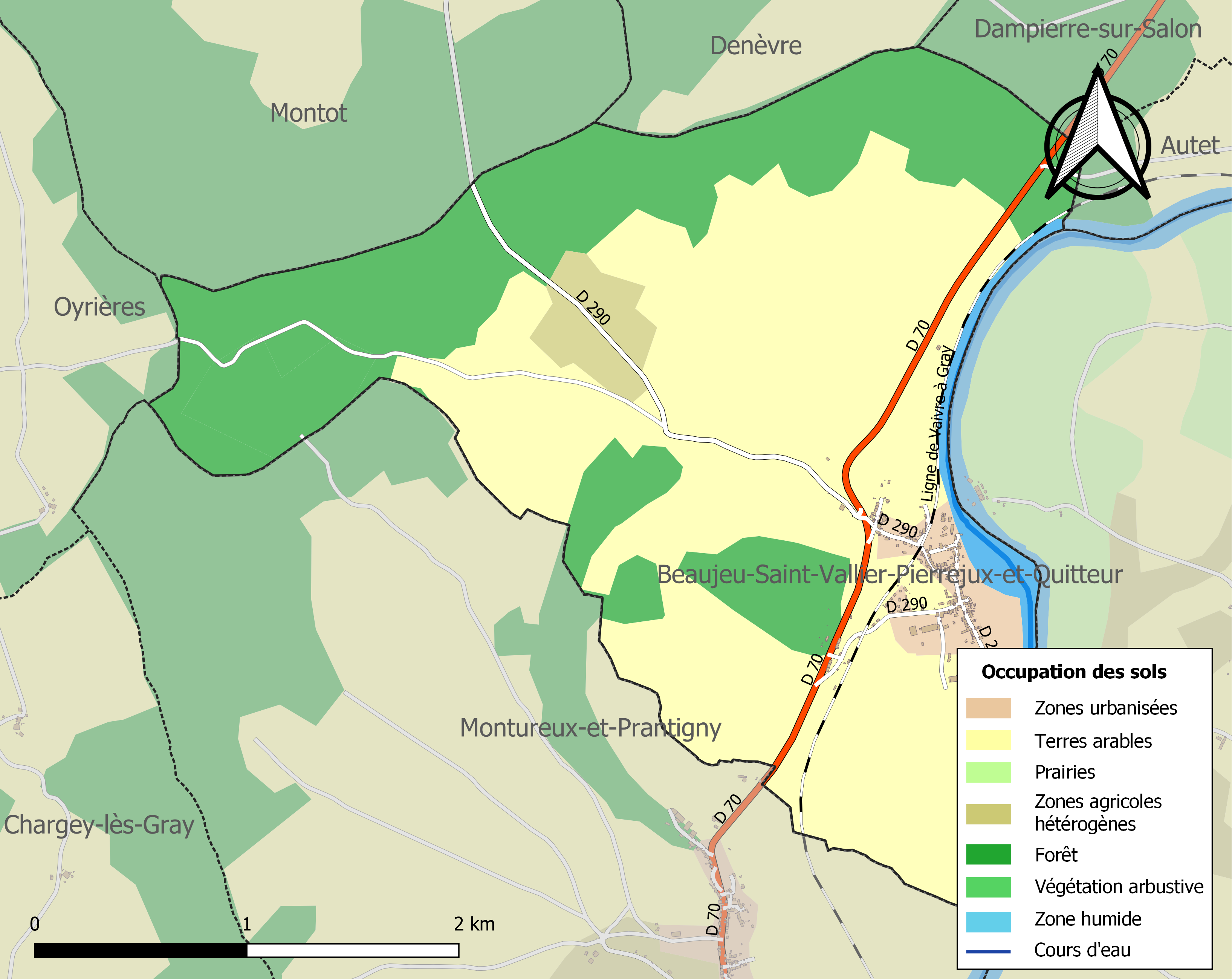
Carte des infrastructures et de l'occupation des sols de la commune en 2018 (CLC).

L'occupation des sols de la commune, telle qu'elle ressort de la base de données européenne d’occupation biophysique des sols Corine Land Cover (CLC), est marquée par l'importance des territoires agricoles (59,4 % en 2018), une proportion sensiblement équivalente à celle de 1990 (59,6 %). 
La répartition détaillée en 2018 est la suivante : terres arables (56,5 %), forêts (33,6 %), eaux continentales (3,6 %), zones urbanisées (3,4 %), zones agricoles hétérogènes (2,8 %). 
L'évolution de l’occupation des sols de la commune et de ses infrastructures peut être observée sur les différentes représentations cartographiques du territoire : la carte de Cassini (XVIIIe siècle), la carte d'état-major (1820-1866) et les cartes ou photos aériennes de l'IGN pour la période actuelle (1950 à aujourd'hui).

### Habitat et logement
En 2021, le nombre total de logements dans la commune était de 139, alors qu'il était de 136 en 2016 et de 133 en 2011. 
Parmi ces logements, 77,6 % étaient des résidences principales, 9,4 % des résidences secondaires et 13 % des logements vacants. Ces logements étaient pour 90,2 % d'entre eux des maisons individuelles et pour 9,8 % des appartements. 
Le tableau ci-dessous présente la typologie des logements à Vereux en 2021 en comparaison avec celle de la Haute-Saône et de la France entière. Une caractéristique marquante du parc de logements est ainsi une proportion de résidences secondaires et logements occasionnels (9,4 %) supérieure à celle du département (6,2 %) mais inférieure à celle de la France entière (9,7 %). 
| Typologie                                               | Vereux | Haute-Saône | France entière |
| ------------------------------------------------------- | ------ | ----------- | -------------- |
| Résidences principales (en %)                           | 77,6   | 83,2        | 82,2           |
| Résidences secondaires et logements occasionnels (en %) | 9,4    | 6,2         | 9,7            |
| Logements vacants (en %)                                | 13     | 10,6        | 8,1            |

### Voies de communication et transports
La commune est située sur l'ancienne route nationale 70 (actuelle RD 70), qui donne un accès aisé à Gray, Dampierre-sur-Salon et Vesoul.
La ligne de Vaivre à Gray passe sur le territoire communal, mais n'est plus exploitée.

## Toponymie
Appellations successives :  Les habitants de Vereux se nomment : " Les Véruxois "
- en 1264 : Veruz.
- en 1266 : Apud-Verum.
- en 1316 : Veruz-sus-Saône.
- en 1421 : Vuruz.
- en 1570 : Vereul et également Vereilx.
- en 1635 : Vereulx.
- enfin à partir de 1707 : Vereux.

### Histoire
- Si vous ne connaissez pas le sujet, laissez ce bandeau (vous pouvez alors contacter les auteurs).
- Si vous supprimez le contenu mis en cause (vous pouvez préalablement contacter les auteurs),

argumentez précisément cette suppression dans la page de discussion
(un manque de référence n'est pas un argument ; une recherche réelle de référence doit avoir été effectuée, être formellement documentée).

### Antiquité
La présence à Vereux des ruines d'un aqueduc gallo-romain permet de dater à l'antiquité l'établissement d'une cité en ce site.

### Moyen Âge
Des fouilles ont aussi révélées des sculptures mérovingiennes, certifiant que la commune n'a pas disparu avec l'empire romain, et établissant une continuité.
L'église existait déjà comme chapelle au XIIe siècle (la chapelle dépendait de l'Abbaye Régulière Notre Dame de Corneux, abbaye fermée à la Révolution en 1790).
Garnier II de Rochefort, chapelain cistercien est cité à Vereux en 1132. Ancien abbé d'Auberive et de Clairvaux, il devient évêque de Langres de 1193 à sa mort en 1199.
En 1422 Jacques de Beaujeu (abbé de Corneux) vient officier à la chapelle de Vereux (archives diocésaines de Dijon).
Vuillemin de Vereux, damoiseau vivait en 1313. La même année Guillaume de Vereux et Simone de Montrevel (sa femme) reconnurent les droits de l'Abbaye de Corneux sur la grange de Vereux. Abbaye fondée en 1133, par Rimbaud (Reinbaldus de Spechbach) prieur, chanoine de Saint-Paul de Besançon, ordre des Prémontrés. Ordre créé par Norbert de Xanten (1080-1134) qui reçut Confirmation Pontificale en 1141 par le pape Innocent II.
Odon de Vereux vivait en 1385, et Jean de Vaire beau-frère de Thibaut de Blamont (1371-1461), seigneur de Vellexon fit cette année hommage pour Vereux à Jean II de Ray (? - 1394), seigneur de Beaujeu, Chevalier, Gardien du Comté de Bourgogne. Jean II de Ray a été inhumé dans l' Abbaye Cistercienne de La Charité (diocèse de Besançon à cette époque) qui se trouvait à Neuvelle-les-La-Charité (Haute-Saône) fondée en 1133 et disparue (détruite !) en 1791.

### Temps modernes
Au XVIIIe siècle, Vereux était connu pour son marché au blé.
Vereux faisait partie de la terre de Beaujeu, mais elle se partagea en plusieurs seigneuries dites de Beaujeu- Thoraise- Mandres et Mairey.
En 1478, Jean IV d'Achey (mort le 17 juin 1512 inhumé ainsi que sa femme au Couvent des Grands Carmes de Besançon), Chevalier de Saint-Georges (1486), nomme par testament en 1510 sa femme Adrienne de Vaudrey (décédée en 1519) pour la terre de Vereux.
En 1513, Charles d'Achey, chevalier de Saint-Georges (1522), écuyer de Charles-Quint, accompagne l'Empereur d'Espagne en 1521 et périt sur mer l'année suivante en passant d'Espagne en Italie avec Raphaël de Médicis. Charles d'Achey se distingua en 1506, parmi 17 chevaliers Comtois par sa " Magnificence et son Adresse " au Tournoi de Valladolid.
Les quatre seigneuries (Beaujeu, Thoraise, Mandres et Mairey) sont réunies au XVIIIe siècle par la famille d'Hennezel, famille de maîtres verriers depuis 1390, originaires de Bohême et propriétaires entre autres de la cristallerie - verrerie de La Rochère depuis 1600.
Le dernier seigneur est Antoine François d'Hennezel, comte de Vereux et de Beaujeu. Il affranchit les habitants de Vereux en 1776. A.F. d'Hennezel est mort le 20 germinal an VIII (10 avril 1800). Il est inhumé à Chargey-lès-Gray.
Charles Pautenet, Procureur du Roi en la Maîtrise des Eaux et Forêts de Gray, obtint quoique non noble, la permission d'acquérir un fief à Vereux le 6 janvier 1706. Il fut anobli par la suite... Charles Pautenet est défait de son office de Procureur du Roi le 29 mai 1703 et obligé d'abandonner les services de Sa Majesté (Louis XIV) car il négligeait tellement les fonctions que toutes les affaires restaient sans poursuites, étant dans les intérêts et dévoué à des seigneurs et dames de la province et en son nom intéressé en des fermes et forges... (in conférence de l'ordonnance de Louis XIV sur le fait des eaux et forêts. (extrait des registres du Conseil d'Etat no 1597.art.4/page 501) Charles Pautenet est mort à Vereux le 14 mai 1725 et a été inhumé le lendemain dans " La Grande Tombe " de l'église Saint-Léger de Vereux. Cérémonie dirigée par Jean-Baptiste Petithuguenin (1690-1770) curé de Vereux.

### Époque contemporaine
En 1854, le choléra, qui sévit de mai à septembre et particulièrement à Vereux, où le nombre d'inhumations devint très important, justifia la création d'un nouveau cimetière suppléant l'ancien autour de l'église.(48 décès) Une demande pour installer un nouveau cimetière est faite par Froissardey Etienne, curé de Vereux (1810- mort et inhumé à Vereux le 27 mai 1864) conjointement avec Gabriel Cottet (1796-1865) maire de Vereux, le comte de Revel et Mademoiselle la baronne Villatte le 30 mars 1855 au cardinal Césaire Mathieu (1796-1875) archevêque de Besançon, car il n'y a plus de place au cimetière de l'église... La réponse positive est donnée par le cardinal le 30 mars 1855.
La commune a été desservie par la gare de Vereux sur la ligne de Vaivre à Gray. Cette ligne, mise en service en 1853, a vu cesser son service voyageur en 1970 et n'est plus exploitée.

## Politique et administration

### Rattachements administratifs et électoraux

#### Rattachements administratifs
La commune se trouve depuis 1926 dans l'arrondissement de Vesoul du département de la Haute-Saône.  
Elle faisait partie depuis 1793 du canton de Dampierre-sur-Salon. Dans le cadre du redécoupage cantonal de 2014 en France, cette circonscription administrative territoriale a disparu, et le canton n'est plus qu'une circonscription électorale.

#### Rattachements électoraux
Pour les élections départementales, la commune fait partie depuis 2014 d'un nouveau canton de Dampierre-sur-Salon porté de 29 à 50 communes
Pour l'élection des députés, elle fait partie de la première circonscription de la Haute-Saône.

### Intercommunalité
Vereux est membre de la communauté de communes des Quatre Rivières, un établissement public de coopération intercommunale (EPCI) à fiscalité propre créé fin 1996 et auquel la commune avait transféré un certain nombre de ses compétences, dans les conditions déterminées par le code général des collectivités territoriales.

### Liste des maires
| Période                                  | Période | Identité           | Étiquette | Qualité |
| ---------------------------------------- | ------- | ------------------ | --------- | ------- |
| Les données manquantes sont à compléter. |         |                    |           |         |
| vers 1758                                |         | Antoine Fricot     |           | Échevin |
| novembre 1761                            |         | Vincent Royer      |           | Échevin |
| septembre 1789                           |         | Christophe Prenant |           | Échevin |

| Période                                  | Période                        | Identité                | Étiquette | Qualité |
| ---------------------------------------- | ------------------------------ | ----------------------- | --------- | --- |
| février 1790                             |                                | Claude-Antoine Jacquard |           | |
| novembre 1791                            |                                | Sébastien Cointe        |           | Propriétaire vigneron |
| décembre 1792                            |                                | Christophe Prenant      |           | Vigneron, cultivateur |
| avril 1795                               |                                | Jean-Baptiste Jacquin   |           | |
| octobre 1800                             |                                | Jean-Baptiste Demontant |           | Cultivateur |
| septembre 1807                           |                                | Antoine Dieux           |           | Maître maçon tailleur de pierre |
| 1er janvier 1808                         | 15 janvier 1808                | Marc Falatieu           |           | |
| 8 mai 1808                               |                                | Jean-Claude Lansard     |           | Forgeron taquier et déchireur de bateaux |
| 2 octobre 1814                           |                                | Marc Falatieu           |           | Lieutenant de Louveterie, maître de Forges, chevalier de la Légion d'honneur (29 octobre 1814)                                                                         |
| 1er novembre 1831                        | 26 septembre 1837              | Hubert Prenant          |           | Vigneron propriétaire |
| 27 janvier 1838                          |                                | Joseph Caisey           |           | Cabaretier |
| 11 septembre 1848                        | 10 juin 1849                   | Valentin Lansard        |           | Cultivateur propriétaire |
| 20 juin 1849                             |                                | Gabriel Cottet          |           | Négociant, régisseur de la comtesse G.d'Hennezel |
| 1er février 1854                         |                                | Claude Vernier          |           | Cultivateur propriétaire |
| 2 aout 1869                              |                                | Pierre Félin            |           | Cultivateur propriétaire |
| 2 octobre 1870                           |                                | Pierre Raclot           |           | Avocat, docteur en droit |
| 22 novembre 1874                         |                                | Pierre Lhuguenot        |           | Cordonnier, propriétaire |
| 1876                                     |                                | Pierre Chevillot        |           | Cultivateur |
| 21 janvier 1878                          |                                | Jean Richard            |           | Cultivateur |
| 4 mai 1884                               |                                | Joseph Bouillet         |           | Propriétaire cultivateur |
| 23 janvier 1891                          |                                | Jean Richard            |           | Propriétaire, cultivateur |
| 15 mai 1892                              |                                | Jean-Baptiste Rondot    |           | Contremaître mécanicien aux Grands-Moulins de Vereux |
| 20 mai 1900                              |                                | Abel Mariotte           |           | Directeur, propriétaire des Grands-Moulins de Vereux |
| 16 février 1916                          |                                | Joseph Lavaitte         |           | |
| 9 novembre 1920                          |                                | Victor Carillon         |           | Professeur |
| 7 mai 1925                               |                                | Henri Mariotte          |           | Directeur des Grands Moulins de Vereux. S.A. des Minoteries de l'Est.                                                                                                  |
| 11 mai 1929                              |                                | Albert Bague            |           | Cultivateur propriétaire, chevalier de la Légion d'honneur le 20 mai 1962                                                                                              |
| 18 juin 1966                             |                                | Étienne Maire           |           | |
| 18 mars 1977                             |                                | Alain Cuney             |           | Professeur |
| Les données manquantes sont à compléter. |                                |                         |           | |
| mars 1980                                | 1989                           | Alain Cuney             |           | |
| 1989                                     | mars 2014                      | Charles Gauthier,       | RPR       | Éducateur spécialisé puis directeur général de la Sauvegarde à Vesoul Conseiller général de Dampierre-sur-Salon (1992 → 2015) Président de la CC 4 rivières (? → 2014) |
| mars 2014                                | juillet 2020                   | Céline Derre-Foissotte  |           | |
| juillet 2020                             | juin 2022                      | Ludovic Lavaitte        |           | Agriculteur Mort en fonction |
| septembre 2022                           | En cours (au 16 décembre 2022) | James Buthiau           |           | Employé retraité |

## Équipements et services publics

### Équipements sociaux et sociaux-culturels
Le centre éducatif et professionnel (CEP) Les Chenevières est implanté à Vereux.

## Population et société

### Démographie
L'évolution du nombre d'habitants est connue à travers les recensements de la population effectués dans la commune depuis 1793. Pour les communes de moins de 10 000 habitants, une enquête de recensement portant sur toute la population est réalisée tous les cinq ans, les populations de référence des années intermédiaires étant quant à elles estimées par interpolation ou extrapolation. Pour la commune, le premier recensement exhaustif entrant dans le cadre du nouveau dispositif a été réalisé en 2004.

En 2022, la commune comptait 204 habitants, en évolution de −11,3 % par rapport à 2016 (Haute-Saône : −1,4 %, France hors Mayotte : +2,11 %).
| 1793 | 1800 | 1806 | 1821 | 1831 | 1836 | 1841 | 1846 | 1851 |
| ---- | ---- | ---- | ---- | ---- | ---- | ---- | ---- | ---- |
| 342  | 395  | 438  | 495  | 514  | 508  | 530  | 555  | 514  |

| 1856 | 1861 | 1866 | 1872 | 1876 | 1881 | 1886 | 1891 | 1896 |
| ---- | ---- | ---- | ---- | ---- | ---- | ---- | ---- | ---- |
| 452  | 458  | 436  | 415  | 420  | 350  | 353  | 365  | 327  |

| 1901 | 1906 | 1911 | 1921 | 1926 | 1931 | 1936 | 1946 | 1954 |
| ---- | ---- | ---- | ---- | ---- | ---- | ---- | ---- | ---- |
| 322  | 325  | 315  | 242  | 266  | 241  | 245  | 242  | 193  |

| 1962 | 1968 | 1975 | 1982 | 1990 | 1999 | 2004 | 2006 | 2009 |
| ---- | ---- | ---- | ---- | ---- | ---- | ---- | ---- | ---- |
| 183  | 171  | 266  | 243  | 205  | 204  | 231  | 237  | 251  |

| 2014 | 2019 | 2022 | - | - | - | - | - | - |
| ---- | ---- | ---- | - | - | - | - | - | - |
| 233  | 219  | 204  | - | - | - | - | - | - |

### Manifestations culturelles et festivités
- Fête du village le 2 octobre, le jour de la Saint-Léger.

## Économie
En 2019, le taux de chômage y est de 6,9 %, et le taux d'activité des 19 à 64 ans de 84,8 %. Le revenu médian, quant à lui, y est de 21 620 €.
- Agriculture et silo de la coopérative Interval ;
- Scierie ;
- Centre éducatif.

## Culture locale et patrimoine

### Lieux et monuments
- Bords de Saône
- Patrimoine archéologique de l'époque gallo-romaine[11]
- Église du XVIIIe siècle, Architecte Mathias Léopold décédé à Vereux pendant les travaux le 14 janvier 1754 (inhumé au cimetière de l'église le 16 janvier 1754), travaux dirigés ensuite par l'architecte Jean-Charles Colombeau (1719-1782) 
Une horloge est posée en 1839. 
Reconstruction du beffroi en 1869 et achat du presbytère en 1822.
- Demeure aristocratique du XVIIIe siècle et son parc[28].Antoine-François d'Hennezel fit construire le château (dit Mariotte) en bas du village en 1770, il était à peine achevé à la Révolution.
- Anciens moulins sur la Saône[11]

### Personnalités liées à la commune
- La commune compte un des Justes parmi les Nations à Vereux : Ernest Wittwer (1922-1976) : le 22 juin 1998 Yad Vaschem lui a décerné le titre de Juste parmi les Nations. Médaille remise à titre posthume le 6 septembre 1999 à Berne (Suisse)[29].